# Од читања се расте
Од читања се расте је приповетка за децу српске списатељице Јасминке Петровић, са првим издањем 2012. године, која је део лектире за трећи разред основне школе.

## О књизи
Књига је намењена деци од седам до девет година, сврстана у сликовнице и написана разумним језиком који подстиче младе читаоце да прочитају дело до краја. Илустрације и корице је направио Боб Живковић. Године 2023. је изашло 10. издање Креативног центра из Београда.